# Come On Baby
Come On Baby è una canzone del musicista di musica elettronica statunitense Moby, estratta come secondo singolo dal suo quinto album in studio Animal Rights e pubblicata il 4 novembre 1996.
Il brano era stato originariamente pubblicato in un mini box-set di gomma di due CD (come il precedente That's When I Reach for My Revolver), di cui sono state stampate e vendute 10.000 in America e 5.000 nel Regno Unito.
Una seconda versione del singolo è stata pubblicata dalla Mute in tutto il mondo (ad eccezione della Germania che ha lanciato un terzo tipo di singolo, omettendo il suo remix Crystal Method) e raccoglie sei dei nove brani dell'edizione precedente.
I b-sides di Come On Baby sono per la maggior parte delle esecuzioni dal vivo di precedenti singoli allo Splash Club.
Il video musicale mostra Moby che canta la canzone in una stanza bianca dal cui soffitto pendono delle corde cui sono legati degli pneumatici d'automobile. Su questi ultimi dondolano dei ragazzi punk a ritmo del pezzo. Nelle scene finali del corto si inquadra Richard hall che spacca la sua chitarra contro un televisore e un batterista "misterioso" che sfascia il suo set di batteria.

## Tracce
Tutti i brani sono stati composti (tranne dove indicato), eseguiti, missati e prodotti da Richard Melville Hall.
CD
CDMute200 (UK)
1. Come On Baby – 3:52
2. Love Hole – 3:42
3. Whip It (Death Metal Version)(Gerald Casale, Mark Mothersbaugh) – 4:22
4. Go (Live at the Splash Club) – 3:34
5. All That I Need Is to Be Loved (Live at the Splash Club) – 3:34
6. Hymn (Live at the Splash Club) – 2:15
7. Come On Baby (Eskimos and Egypt 7" Mix) – 3:40
8. Come On Baby (Crystal Method Mix) – 7:14
9. Come On Baby (Eskimos and Egypt 12" Mix) – 4:42

XCDMute200 (UK)
1. Come On Baby – 3:52
2. Come On Baby (Eskimos and Egypt 7" Mix) – 3:40
3. Come On Baby (Crystal Method Mix) – 7:14
4. Whip It (Death Metal Version)(Casale, Mothersbaugh) – 4:22
5. Go (Live at the Splash Club) – 3:34
6. All That I Need Is to Be Loved (Live at the Splash Club) – 3:34

MUTE INT 826.696 (UK)
1. Come On Baby – 3:52
2. Come On Baby (Eskimos and Egypt 7" Mix) – 3:40
3. Whip It (Death Metal Version) (Casale, Mothersbaugh)– 4:22
4. Go (Live at the Splash Club) – 3:34
5. All That I Need Is to Be Loved (Live at the Splash Club) – 3:34

12" vinyl
12Mute200 (UK)
1. Come On Baby (Crystal Method Mix) – 7:14
2. Come On Baby (Eskimos and Egypt 12" Mix) – 4:42
3. Come On Baby (Eskimos and Egypt 7" Mix) – 3:40